# Rhytidoponera inops
Rhytidoponera inops é uma espécie de formiga do gênero Rhytidoponera.